# Little Mischief (film 1899)
Little Mischief è un cortometraggio muto del 1899 diretto da J. Stuart Blackton.
Il filmato è uno dei primissimi esempi di genere comico basati sul tema dei "ragazzini dispettosi", che tanta fortuna avrà nel cinema fin dalle origini. I due interpreti non sono accreditati e se ne ignora l'identità.

## Trama
Nel soggiorno di casa, papà sta leggendo il giornale. La figlia, una bambina dispettosa, usa una lunga cannuccia per titillargli il collo. Pensando possa essere una mosca, papà cerca di scacciarla con la mano. Ma il solletico continua sull'orecchio: usando il giornale, papà insiste nel voler far sparire quel fastidioso insetto senza accorgersi che la causa di tutto è la sua figlioletta che se la ride. Persa la pazienza, l'uomo fa dei gesti scomposti che gli fanno perdere l'equilibrio e lo fanno cadere dalla sedia.

## Produzione
Il film fu prodotto dall'Edison Manufacturing Company.

## Distribuzione
Distribuito dall'Edison Manufacturing Company, uscì nelle sale cinematografiche USA nel marzo 1899.
Copia della pellicola viene conservata negli archivi della Library of Congress.